# Кобринья
Сине́зиу Фелисиа́ну Песа́нья (порт. Cinézio Feliciano Peçanha; род. 1960, Дуки-ди-Кашиас, штат Рио-де-Жанейро, Бразилия), или же Местре Кобра Манса (порт. Mestre Cobra Mansa ), более известный как Кобринья (Cobrinha) или Кобринья Манса (Cobrinha Mansa) — местре капоэйры Ангола.
Один из основателей и учителей организации, известной как FICA в Бразилии (сокр. порт. «Fundação Internacional de Capoeira Angola»), или ICAF в англоязычном мире (сокр. англ. «International Capoeira Angola Foundation»). FICA/ICAF является крупнейшей в мире организацией, развивающая Капоэйру Ангола, и состоит из множества сообществ, ответвлений и учебных групп.

## Роль в сообществе Капоэйры
Местре Кобра Манса широко известен в мире Капоэйры. Начав заниматься капоэйрой в 1973 году с Местре Жозиас да Силва и Местре Раймундо, он играл в уличных родах в родном городке Дюк де Кашиас. Ученик местре Мораеса с 1974 года (увидев игру этого мастера в Roda de Central do Brasil, Кобринья присоединился к нему). Он является выходцем из предместий Рио-де-Жанейро, Бразилия. Целью его жизни стало развитие Капоэйры Ангола, и, надо признать, именно его усилия во многом послужили причиной ныне существующей популярности и известности этого вида спорта в мире. В прошлом Кобринья работал офицером полиции (1979—1981 годы), фотографом, артистом уличного цирка (Circo Picolino в 1985 году).
«…Капоэйра — она как воздух: мы знаем, что он есть, мы им дышим, мы не можем жить без него. И в то же время мы не можем поймать его, заключить в какие-либо рамки. Капоэйра не может ограничиваться лишь одной единственной формальной организацией и тем более одной группой мастеров, которые заявляют монополию на владение ею. Капоэйра выходит за рамки всех нас. Никакое общество, группа или человек никогда не будут её контролировать…» —  местре Кобра Манса (mestre Cobra Mansa).
Также местре Кобра Манса является основателем «Киломбо Тенонде» — некоммерческой организации, помогающей развитию детей из бедных семей из района Коутос (порт. Coutos), предместий Салвадора, откуда сам Кобринья родом. Основанный в Баие, киломбо имеет две основные ветви:
- Культурный центр в Салвадоре;
- Сельскохозяйственную ферму рядом с Валенсой (порт. Valença).

## История
Начал тренироваться у местре Мораес в 1976 году. Процесс продвигался настолько удачно и гармонично, что в 1982 году они вдвоем основали GCAP в Салвадоре, Бразилия.
В некоторых моментах местре Кобра Манса и местре Мораес расходились во мнениях относительно направления развития школы, где оба они являлись авторитетными фигурами, Grupo Capoeira Angola Pelorinho или сокращенно GCAP. Результатом этого стало отделение Кобра Мансы от Группо Пелоринью и создание FICA.
Кобринья переехал в США и приблизительно в 1994 году после серии успешных выступлений, в частности, общества «Ausar Auset Society», открыл школу в Вашингтоне, полностью посвященную Капоэйре Ангола, ставшую филиалом GCAP.
В 2004 году он уехал из США домой в штат Баия Бразилии для того, чтобы организовать центр изучения капоэйры Ангола ближе к месту её зарождения, в Салвадоре.

## Стиль
Местре Кобра Манса известен как местре Капоэйры Ангола. Он глубоко уважаем капоэйристским сообществом за его познания в области исторических и культурных корней самого явления Капоэйры, равно как и за динамичный и агрессивный стиль игры в роде.
В 2005—2006 годах Кобра Манса совершил поездку по центрально-западному региону Африки, которую он совершил в поисках корней Капоэйры. Пребывая в Анголе и Мозамбике, из поездки им было вынесено много информации относительно нголо («танца зебр») и иных местных Африканских культурных традиций, которые были использованы в прошлом как базис для зарождения и последующего развития Капоэйры Ангола.
Словосочетание «Cobra Mansa» означает «ручная змея», а слово «Cobrinha» означает «змейка». Эти прозвища вполне описывают его интересный и коварный стиль игры.

## Преемничество в Капоэйре
- Линия местре в Капоэйре Ангола, начиная от Местре Пастиньи
- Abada capoeira

### Видеозаписи игры местре
- YouTube: Местре Кобра Манса и местре Бандейра, Португалия.
- YouTube: Местре Кобра Манса Архивная копия от 30 января 2014 на Wayback Machine и Местре Жоао Пекено, Roda no Circo Voador, 1984 год.
- YouTube: Mestre Cobra Mansa Архивная копия от 11 февраля 2021 на Wayback Machine играет с тремя капоэйристами по очереди. Второй игрок — Местре Amendoim, ведет батерию Mestre Mão Branca. Запись 1987 года, Оро Прето, Бразилия.